# Бјерутов
Бјерутов је град у Пољској у Олесњицком повјату. Кроз град пролази река Видава. У граду живи преко пет хиљада људи.
Статус града добио је 1266. године.
Позивни број за град је (+48) 71
.

## Демографија
| 2012. |
| ----- |
| 5.038 |